# Route nationale 790
Die Route nationale 790, kurz N 790 oder RN 790, war eine französische Nationalstraße, die von 1933 bis 1973 zwischen Quimperlé und einer Kreuzung mit der Route nationale 778 südlich von Saint-Brieuc verlief. Ihre Gesamtlänge betrug 97 Kilometer.